# 乌瓦罗夫卡
乌瓦罗夫卡（羅馬化：Uvarovka）是俄罗斯莫斯科州的市级镇，属州辖市莫扎伊斯克市（城市区），地处莫斯科州西部，在区行政中心莫扎伊斯克西偏北、州府莫斯科西偏南方，西距莫斯科州与斯摩棱斯克州州界约16公里。镇内设有同名铁路车站。
该地2021年人口有3,327人；2010年人口3,354；2002年人口3,162；1989年人口3,675。